# HD 104570
HD 104570，又名CP-70 1454，SAO 256897、HR 4596，是一颗恒星，视星等为6.42，位于銀經299.03，銀緯-8.99，其B1900.0坐标为赤經11h 57m 22.6s，赤緯-70° -8.99′ 56″。